# Grand incendie de Boston
Le grand incendie de Boston s'est déclaré dans le centre de la ville de Boston en 1872 et a provoqué de très lourdes pertes détruisant une partie du quartier financier de la ville. L'incendie a touché une superficie de 26 hectares et plus de 776 bâtiments pour une perte estimée à 73,5 millions de dollars américains (équivalent à 1,4 milliard de dollars en 2020). Au moins 30 personnes (dont 12 pompiers de Boston) ont péri au cours de la tragédie.
L'incendie a débuté à 19 h 20 le 9 novembre 1872, dans le sous-sol d'un entrepôt commercial situé au 83-87 Summer Street et n'a été maitrisé que 12 heures plus tard.
Un an plus tôt, Chicago a aussi été ravagé par un grand incendie.

## Déroulement
L'incendie s'est déclaré le samedi 9 novembre dans un immeuble situé au 83-85 Summer Street, à l'angle de Kingston Street, dans le centre-ville. La première alerte a été reçue à 19 h 24 par l’unité 52 située entre Summer et Lincoln Street. L'édifice était complètement en feu à l'arrivée de la première voiture de pompiers. Plusieurs autres appels ont été lancés aux casernes de secours mais les messages sont arrivés assez tardivement en raison de la fermeture des bureaux de télégraphe pour la soirée.
John Damrell, ingénieur en chef, dirigeait les secours mais celui-ci fut constamment dérangé par des fonctionnaires de la ville souhaitant le rencontrer pour discuter de la stratégie et l'impact politique de l'incendie. Les casernes de toute la région sont intervenues pour tenter de maitriser le brasier.
L'incendie a finalement été arrêté à l'angle des rues Washington et Milk Street, les pompiers ayant mis tous leurs efforts pour sauver la Old South Meeting House, symbole de la ville et située en face du carrefour. Le feu fut maitrisé au matin du dimanche 10 novembre après 12 heures d'efforts.

## Bilan

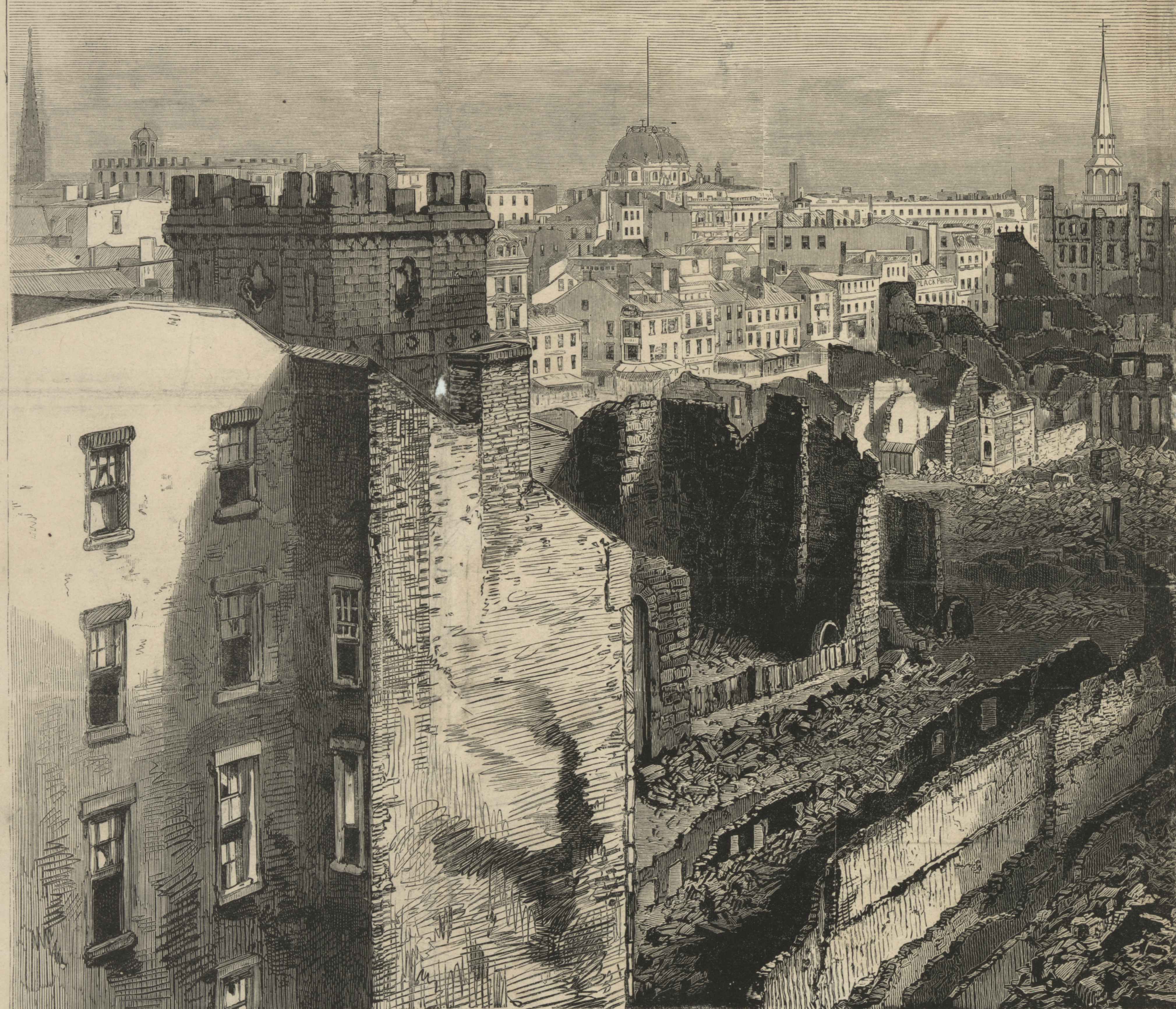
Vue panoramique sur les ruines après le grand incendie de Boston

Malgré la taille impressionnante de l'incendie, seulement deux pompiers ont péri et le nombre de morts oscille entre 13 et 20 personnes.
776 bâtiments sont détruits en plein cœur de la ville. les dommages ont été estimés à 13,5 millions de dollars de dégâts matériels et pour 60 millions de dégâts personnels.
La conduite des opérations par le chef Damrell a été fortement critiquée même s'il a su préserver intactes des infrastructures de lutte contre l'incendie.
De nombreux facteurs ont contribué à l'étendue du sinistre :
- Les règles de construction n'étaient pas appliquées et aucune autorité n'était chargée de leur contrôle. Il n'y avait d'ailleurs pas d'avantage de la part des assurances à construire selon des normes anti-incendies.
- Les toits des immeubles étaient souvent en bois ; le feu s'est alors rapidement propagé de toit en toit, se déclarant parfois de l'autre côté du quartier à cause des braises emportées par le vent. Les greniers des commerçants étaient également remplis de stocks de matériaux inflammables comme la laine, les textiles ou le papier.
- Les boîtiers d'alarme de Boston étaient verrouillées pour empêcher les fausses alertes et on donc retardé l'intervention des pompiers qui ne sont intervenus que vingt minutes après la déclaration du feu.
- Le réseau des canalisations d'eau du centre-ville était vieillissant et la pression était faible.
- Les bouches d'incendie n'étaient pas standardisées et les citernes étaient trop insuffisantes pour un quartier commerçant.
- Les pompes à vapeur n'étaient pas assez puissantes pour atteindre les toits des bâtiments
- Une épizootie de grippe équine avait touché les chevaux des pompiers de Boston. En conséquence, l'ensemble des équipements de lutte contre les incendies a dû être tiré par des équipes de bénévoles à pied. Cette cause a souvent été citée comme la principale cause de l'étendue de l'incendie mais la commission d'instruction n'a pas tenu cette cause car cela a joué sur une question de quelques minutes seulement.
- Les secours ont été gênés par les pillards et les badauds empêchant l'intervention des pompiers.
- Les conduites de gaz qui alimentaient les lampadaires et l'éclairage dans les bâtiments n'ont pas pu être coupés rapidement, certaines ayant notamment explosé.

## Reconstructions
L'incendie a rendu des milliers de Bostoniens chômeurs et sans-abri. Des centaines d'entreprises ont été détruites tout comme des dizaines de compagnies d'assurance ont fait faillite. Cependant, le quartier brûlé a été rapidement reconstruit en moins de deux ans.
La commission des travaux en a profité pour élargir les rues. La plupart des décombres ont servi de remblai et ont été jetées dans le port afin de créer Atlantic Avenue.